# Nemain
Nemain (ou Nemhain), na mitologia celta irlandesa, é uma deusa guerreira, que aparece notadamente na narrativa mítica da Rafle des vaches de Cooley (Táin Bó Cúailnge). É uma representação de Bodb, ela própria um avatar de Morrigan, a deusa da morte.
Seu nome significa « frenesi », « pânico » e na batalha final de Táin Bó Cuailnge, que opõe os exércitos do Ulster e de Connaught, ela provoca a morte de numerosos guerreiros, pelo terror que ela inspira. 
Quando um guerreiro a reencontra em um vau, lavando suas próprias vestes, é o sinal que seu fim está próximo. Cúchulainn, o campeão do Ulster, reencontra uma lavadeira que põe de molho sua roupa em um rio, pouco tempo antes de sua morte heróica. 